# Regions Financial
Regions Financial Corporation (NYSE: RF) eller Regions Financial Bank er en amerikansk bank med hovedkvarter i Birmingham, Alabama. De udbyder en universal bankforretning med 1.454 afdelinger i 16 delstater og 20.073 ansatte.